# Athroolopha latimargo
Athroolopha latimargo är en fjärilsart som beskrevs av Rothschild 1914. Athroolopha latimargo ingår i släktet Athroolopha och familjen mätare. Inga underarter finns listade i Catalogue of Life.